# Steinkirchen (Ortenburg)
Steinkirchen ist ein Ortsteil des Marktes Ortenburg im niederbayerischen Landkreis Passau.

## Lage
Steinkirchen liegt am Würdinger Bach etwa einen Kilometer südlich von Ortenburg.

## Geschichte
Der Ort war Sitz der alten ehemaligen Pfarrei Steinkirchen. Eine Kirche St. Laurentius in Steinkirchen wird 1130 erstmals erwähnt. Die erste gesicherte Nennung eines Pfarrers in Steinkirchen ist am 12. Februar 1241 im Testament Heinrichs I. von Ortenburg. Darin werden zwei Priester aus Steinkirchen als Zeugen der Schenkung angeführt. Nach der Einführung der Reformation in der Reichsgrafschaft Ortenburg 1563 wurde die Laurentiuskirche in Steinkirchen zur Friedhofskirche der evangelisch-lutherischen Kirchengemeinde Ortenburg.
Steinkirchen gehörte 1824 zur Gemeinde Dorfbach und kam 1843 zur neu gebildeten Landgemeinde Königbach. Das Dorf Königbach war ebenso wie Steinkirchen evangelisch. Mit der Gemeinde Königbach gelangte Steinkirchen im Zuge der Gebietsreform in Bayern am 1. Januar 1972 zum Markt Ortenburg.

## Sehenswürdigkeiten
- Evangelische Friedhofskirche St. Laurentius. Das spätgotische Bauwerk aus dem Jahr 1475 hat einen Turm aus dem 13. Jahrhundert. Im gesamten Kircheninneren befinden sich gotische Wandfresken aus dem 15. Jahrhundert. Ein Flügelaltar mit Ölgemälde der Heiligen Drei Könige stammt aus der Zeit um 1460 bis 1470.